# Régis Maréchaux
Régis Maréchaux, né le 13 juillet 1977 à Anse-Bertrand, est un coureur cycliste français.

## Biographie
Régis Maréchaux naît à Anse-Bertrand, commune située en Guadeloupe. Il monte pour la première fois sur un vélo à l'âge de 5 ans, poussé par son père, cycliste de bon niveau. Il pratique tout d'abord le football, pour imiter ses amis, avant de privilégier le cyclisme dans sa commune natale, au sein de l'Union Vélocipédique Nord. En 1998, il devient vice-champion des « petits pays », et termine au pied du podium final sur le Tour de Guadeloupe (4e), à 19 ans. 
Au début des années 2000, il tente sa chance en Métropole avec son compatriote Philippe Palmiste, en courant successivement au sein du CM Aubervilliers 93 et du SCO Dijon,. Après cette expérience peu concluante, il retourne sur son île natale et se voit embauché par la société France Télécom. Cependant, il est licencié après une année d'activité professionnelle et sportive, l'entreprise connaissant des difficultés financières.
En 2003, il décide de se consacrer exclusivement au cyclisme. Vainqueur de 18 courses, il remporte notamment le championnat des DOM-TOM ainsi que la première édition du Grand Prix du Conseil départemental de Guadeloupe, termine deuxième du Tour de Martinique derrière Hervé Arcade et sixième du Tour de Guadeloupe. En fin d'année, le quotidien France-Antilles le nomine « meilleur sportif de l'année ». Dans les années qui suivent, il s'affirme comme l'un des meilleurs cyclistes guadeloupéens. Sur l'édition 2005 du Tour de Guadeloupe, il remporte une étape et porte temporairement le maillot jaune.
En 2010, Régis Maréchaux est sacré champion de Guadeloupe. Fait rare, il a été sacré champion de son île dans toutes les catégories d'âge, des minimes aux séniors. Au Tour de Guadeloupe, il porte durant plusieurs jours le maillot de leader, avant de conclure l'épreuve à la quatorzième place du classement général. En 2011, il conserve son titre régional sur route. À la fin de l'année, il décide de mettre un terme à sa carrière après la Coupe Frédéric Jalton, dont il remporte la première étape puis le classement général. Au total, il a participé à quinze éditions du Tour de Guadeloupe et compte plus de 160 succès à son palmarès.
En 2012, il devient manager de son club formateur : l'UV Nord, avec Philippe Palmiste. En 2014, il reprend pendant une année la compétition par le VTT et en catégorie UFOLEP, pour le plaisir. En 2018, il effectue un nouveau retour à 41 ans, toujours au sein de l'UV Nord. Avec celui-ci, il participe notamment au Tour de Marie-Galante (16e). Peu de temps après, il se classe cinquième du championnat de France UFOLEP.

## Palmarès
- 2003
  - Champion des DOM-TOM
  - Grand Prix du Conseil départemental
  - 2e étape du Tour de Martinique
  - 2e du Tour de Martinique
- 2004
  - 2e du Tour de Martinique
- 2005
  - 1re étape du Tour de Guadeloupe
  - 3e du Tour de Martinique
- 2010
  - Champion de Guadeloupe sur route
- 2011
  - Champion de Guadeloupe sur route
  - 2e étape du Grand Prix du Conseil départemental
  - 3e étape du Mémorial Sonore Ursule
  - Coupe Frédéric Jalton :
    - Classement général
    - 1re étape

  - 2e du Mémorial Sonore Ursule

## Classements mondiaux
| Année            | 2005 | 2006 | 2007   | 2008 |
| ---------------- | ---- | ---- | ------ | ---- |
| UCI America Tour |      |      |        | 254e |
| UCI Europe Tour  | 579e |      | 1 162e |      |